# 新丁花開
《新丁花開》（英語：Brave Forward），2014年台灣八點檔時代劇，由內容物數位電影製作有限公司製作，由朱芷瑩、藍葦華、高靖榕、許亞琦、施名帥、張捷、陳昱丞、柯奐如等人主演。本劇改編自方梓的小說《來去花蓮港》，於2014年1月開拍，2014年10月13日上檔。

## 大綱
人權女律師闕沛盈受神祕台商委託，競標法拍的「曾氏老宅」並以高價得標，但一對競標失利的母女初妹、素敏，卻告知她們是曾家後代，懇求讓標。沛盈轉達給委託人，對方竟要求她訪談曾氏母女，以作為是否讓標的判斷。
沛盈來到曾家母女居住的花蓮，赫然發現父親署名的素敏少女畫像，意識到這對母女與她有所牽連。在日式老屋裡，老素敏娓娓道來：1920年代，身為長女的初妹如何在曾氏老宅率領兩個妹妹女耕女織；1940年，變成寡婦的初妹與養女素敏遷居花蓮，在吉安建立新家園；而228事件時，沛盈之父曾落腳吉安，和曾家母女共同經歷一場驚心動魄的事件......

## 播出時間

### 首播
| 頻道           | 所在地 | 播映日期       | 播出時間                                 |
| -------------- | ------ | -------------- | ---------------------------------------- |
| 客家電視台     | 臺灣   | 2014年10月13日 | 每週一至週四20:00                        |
| 宏觀電視       | 臺灣   | 2014年10月22日 | 每週一至週五20:00                        |
| 公視HD台       | 臺灣   | 2015年6月25日  | 每週一至週五 21:00                       |
| 凤凰卫视香港台 |        | 2018年11月27日 | 每天10:00-12:00及 15:00-17:00 (韩语配音) |

## 演員陣容

### 主要演員
| 演員   | 角色           | 介紹 | 登場集數 |
| 朱芷瑩 | 曾初妹         | 公學校畢業後因父過世，只得放棄念書在家刺繡賺錢幫助家務，一日在街上巧遇羅清賢，兩人相互傾心結為夫妻，但遭羅母處處刁難，初妹最終也回天無力而離開了羅家。初妹決心帶著三妹過繼給她的養女素敏，遠赴花蓮港尋找自己的生命，在生活的巨大考驗中初妹不僅展現身為女人的堅韌，也在那裡遇見了生命中的第二個男人—安平。 |          |
| 范竹華 | 曾初妹（老年） | 公學校畢業後因父過世，只得放棄念書在家刺繡賺錢幫助家務，一日在街上巧遇羅清賢，兩人相互傾心結為夫妻，但遭羅母處處刁難，初妹最終也回天無力而離開了羅家。初妹決心帶著三妹過繼給她的養女素敏，遠赴花蓮港尋找自己的生命，在生活的巨大考驗中初妹不僅展現身為女人的堅韌，也在那裡遇見了生命中的第二個男人—安平。 |          |
| 藍葦華 | 李安平         | 於花蓮港看守所工作，有過一次失敗的婚姻。一日在街上替被人騷擾的初妹解圍，後來經相親與初妹、素敏合組家庭。安平在看守所原頗受日本人賞識，卻在國民政府到來後遭到汙衊、迫害，228事件時甚至被疑窩藏叛亂份子而受連累，讓原本快樂的家庭從此波瀾不斷。                                                             |          |
| 許亞琦 | 曾素敏（童年） | 三妹的二女兒，由初妹獨自為其接生，因此三妹特將素敏過繼給初妹，讓初妹未來有所倚靠。與姐姐安敏感情非常要好，但六歲即隨初妹離開苗栗到花蓮港去，開始人生另一段際遇。公學校時結識大她兩歲的騰雲，由幼年青梅竹馬到成年相戀相愛，歷經無數波折。                                                                  |          |
| 高靖榕 | 曾素敏         | 三妹的二女兒，由初妹獨自為其接生，因此三妹特將素敏過繼給初妹，讓初妹未來有所倚靠。與姐姐安敏感情非常要好，但六歲即隨初妹離開苗栗到花蓮港去，開始人生另一段際遇。公學校時結識大她兩歲的騰雲，由幼年青梅竹馬到成年相戀相愛，歷經無數波折。                                                                  |          |
| 洪綺陽 | 曾素敏（老年） | 三妹的二女兒，由初妹獨自為其接生，因此三妹特將素敏過繼給初妹，讓初妹未來有所倚靠。與姐姐安敏感情非常要好，但六歲即隨初妹離開苗栗到花蓮港去，開始人生另一段際遇。公學校時結識大她兩歲的騰雲，由幼年青梅竹馬到成年相戀相愛，歷經無數波折。                                                                  |          |
| 陳昱丞 | 騰雲（童年）   | 素敏公學校的學長，與姑丈、姑姑同住，家境非常清寒，因此公學校畢業後志願去日本參加少年工，希望可以藉由修飛機習得一技之長。不料因在日本參加讀書會，戰後回到台灣處處為國民政府迫害，加上與素敏的感情一再受阻，只得再離開台灣另尋發展。                                                                        |          |
| 張捷   | 騰雲           | 素敏公學校的學長，與姑丈、姑姑同住，家境非常清寒，因此公學校畢業後志願去日本參加少年工，希望可以藉由修飛機習得一技之長。不料因在日本參加讀書會，戰後回到台灣處處為國民政府迫害，加上與素敏的感情一再受阻，只得再離開台灣另尋發展。                                                                        |          |
| 柯奐如 | 闕沛盈         | 年輕有為的律師，常常為弱勢主持公道。受神祕台商所託標下遭法拍之曾家老屋，因而結識初妹與素敏，並在得知老屋對兩人的意義之後，熱心協助兩人向神祕台商請求轉讓老屋予她們，卻在過程中意外解開自己埋藏多年的心結。                                                                                                |          |
| 施名帥 | 羅清賢         | 在竹東公學校擔任老師，家中是三義庄有名的中藥鋪，為人斯文且見聞廣博。遇見初妹後深為其吸引，不顧母親反對堅決娶初妹為妻。婚後初妹遭到羅母百般為難，阿賢不捨決心帶初妹離開，到台北過兩人生活，孰奈天不從人願，阿賢無法兌現對初妹的承諾，令兩人終生為憾。                                                      |          |

### 其他演員
| 演員     | 角色         | 介紹 | 登場集數 |
| 張馨月   | 桂秀         | 初妹的母親，因身為三房，在丈夫過世後旋即被大房趕出家族，幸賴丈夫身前早已偷偷安排留下一座老宅，讓桂秀母女四人免於流落街頭。她一人獨立帶著年幼的三個女兒，搬進老宅開始生活。                                                                                                 |          |
| 溫吉興   | 松濤         | 初妹同父異母的大哥，自幼獨立自主，成年後獨自遠赴花蓮港發展，在當地娶妻生根落地。總是在可能範圍熱心幫助桂秀一家，尤其是初妹移居花蓮港，更給予最大的協助，讓初妹在最困難時總有一個倚靠。                                                                                     |          |
| 黃亦妗   | 貴妹         | 松濤之妻，在初妹、素敏甫到花蓮港時，與丈夫給予她們諸多助力。 |          |
| 李少榆   | 銀妹         | 初妹的大妹，生性豪爽外向，公學校畢業後家中農務皆賴她打點，甚至面對偷菜賊時都毫無懼色將其扭打趕跑，後來嫁到銅鑼，育有一子。 |          |
| 吳伊婷   | 三妹         | 初妹的么妹，最得桂秀與姐姐們疼愛，公學校畢業後到日本人家裡幫傭賺錢。在兩個姐姐相繼出嫁後，桂秀為其招贅丈夫仁煌繼承香火，共生二女一男。阿賢過世後，三妹恐初妹遭到羅家更大傷害，不顧社會眼光堅持讓初妹回家住，並將二女素敏過繼給初妹，好讓初妹未來能有所寄託。               |          |
| 巫宗翰   | 仁煌         | 三妹贅夫，對曾家盡心盡力，當初妹守寡回到曾家時對其也非常好，只是初妹要將素敏帶去花蓮港，讓他十分不捨，因此非常不諒解三妹的決定，幸賴么子文信出生，素敏去到花蓮港後一切安好，才逐漸釋懷。後來因將桂秀原要做為墓地的土地租給他人種植杉木，又投資失利，為曾家帶來另一段衝擊。 |          |
| 彭紫莛   | 安敏（童年） | 三妹的大女兒，乖巧令人疼惜，與妹妹素敏感情也非常要好。當她知道素敏去花蓮港將長住不回，心中非常難過。考取初中、高中後，總是將用過的書本寄到花蓮港給素敏。 |          |
| 陳莛璿   | 羅父         | |          |
| 江青霞   | 羅母         | |          |
| 程茉     | 芹妹         | |          |
| 方志明   | 羅木         | 花蓮港的羅漢腳仔，本性不壞，因喜歡初妹又不知如何表達，以致產生誤會，反促成初妹與安平。 |          |
| 楊閔     | 謝罕         | 日治時代的農運份子，是新時代女性的代表人物。在苗栗被警察槍傷為初妹所救，也讓初妹認知到女性原來可以有任何可能。後遭移監至花蓮港看守所待審，遭刑求而奄奄一息，幸得安平私下將其送至張醫生的診所救治，並在安平與張醫生協助下逃出。                                             |          |
| 龍冠武   | 張醫生       | 花蓮港的醫生，也是該地區鄉紳之一，經常替窮人義診。在國民政府甫來台的混亂時期，受地方人士所託主持「平抑物價委員會」，因而得罪政府官員，以叛亂罪及共產黨份子而被逮捕受難。                                                                                                   |          |
| 井出直樹 | 山田         | 花蓮港看守所書記，雖為日本人但對安平非常友善，在安平涉及協助犯人違反看守所規定時，私下偷偷幫忙讓安平免於懲處。後來結識素敏的老師綺子並相當愛慕，安平為表感謝遂極力促成兩人結為夫妻，只是婚後山田接獲徵召令，留下綺子與剛出生的小孩。                                       |          |
| 廖苡喬   | 綺子         | 素敏公學校的老師，其父為花蓮港地區的牧師，家教甚嚴。在安平與初妹安排下，於一次家庭訪問中與山田相識，兩人很快陷入戀情最後結為夫妻。就在綺子懷孕六個月時，山田接到徵召令音訊全無，留下綺子與甫出生的孩子。                                                                   |          |
| 王道南   | 李翔中       | 與闕沛盈在彼此感情最沮喪時相識，兩人互相關心而陷入情網。當沛盈知道原來其有家室而欲結束感情時，卻堅持要與妻子離婚而與沛盈在一起。 |          |
| 黃鎮     | 闕志衡       | 張醫師苗栗的遠房親戚，家中經商甚為富有，卻對家業毫無興趣，只對繪畫充滿熱忱，因而逃離家裡跑到花蓮港。因受張醫師牽連遭國民政府逮捕。 |          |
| 陳家逵   | 張義信(年輕) | 在苗栗服務的一名郵差，因送信結識闕志衡。 |          |
| 黃子悅   | 安瑜         | 闕沛盈的親妹妹，與母親一同經營民宿，後因母親意外看見沛盈照片發現竟是親生姐姐進而相認。 |          |
| 高允漢   | 慶喜         | |          |
| 王叡皙   | 科長         | |          |

## 電視劇歌曲
| 曲別   | 歌名     | 演唱者 | 作詞           | 作曲   |
| 片頭曲 | 一粒星仔 | 羅思容 | 羅思容         | 羅思容 |
| 片尾曲 | 想飛     | 高靖榕 | 陳南宏、謝國玄 | 謝宗   |

## 製作團隊
- 製作人：蔡秀女、高君亭
- 統籌：陳南宏
- 製片：池宗榮
- 編劇：蔡修寧
- 導演：李志薔
- 客語指導：謝國玄
- 攝影：胡午正
- 燈光：謝漢諹
- 成音：杰襄文化事業有限公司
- 造型：劉宴伶
- 美術：陳嘉晟
- 場務：郭士良
- 剪輯：林詩婉、梁鈺芳、鄭志賢
- 特效：陳仁彥
- 聲音設計：謝宗杰
- 後期統籌：蕭婷芸
- 攝影器材：蜻蜓製作傳播有限公司
- 製作公司：內容物數位電影製作有限公司

## 獲獎與提名

### 第50屆金鐘獎
| 年份 | 獲提名                       | 獎項             | 結果 |
| ---- | ---------------------------- | ---------------- | ---- |
| 2015 | 《新丁花開》                 | 戲劇節目獎       | 提名 |
| 2015 | 李志薔                       | 戲劇節目導演獎   | 提名 |
| 2015 | 藍葦華                       | 戲劇節目男主角獎 | 提名 |
| 2015 | 朱芷瑩                       | 戲劇節目女主角獎 | 獲獎 |
| 2015 | 胡午正                       | 攝影獎           | 獲獎 |
| 2015 | 李春雄、林潔、夏敬淳、謝宗杰 | 音效獎           | 提名 |
| 2015 | 謝漢諹                       | 燈光獎           | 提名 |
| 2015 | 陳嘉晟                       | 美術設計獎       | 獲獎 |

## 外部連結
- 官方網站 （页面存档备份，存于）－客家電視台
- 客家電視的Facebook專頁
- 互联网电影数据库（IMDb）上《新丁花開》的资料（英文）

| 客家電視台 每週一至週四 20:00 - 20:50 | 客家電視台 每週一至週四 20:00 - 20:50                 | 客家電視台 每週一至週四 20:00 - 20:50 |
| ------------------------------------- | ----------------------------------------------------- | ------------------------------------- |
|                                       | 新丁花開 （2014年10月13日 - 2014年11月13日）          |                                       |
| -                                     | 在河左岸 （重播） （2014年11月17日 - 2014年12月17日） |                                       |

| 宏觀電視 跨時代影展 每週一至週四 20:00 - 20:50 | 宏觀電視 跨時代影展 每週一至週四 20:00 - 20:50 | 宏觀電視 跨時代影展 每週一至週四 20:00 - 20:50 |
| ---------------------------------------------- | ---------------------------------------------- | ---------------------------------------------- |
|                                                | 新丁花開 （2014年10月22日 - 2014年11月18日）   |                                                |
| -                                              | —                                              |                                                |

| 公視HD台 每週一至週五 21:00 - 22:00        | 公視HD台 每週一至週五 21:00 - 22:00        | 公視HD台 每週一至週五 21:00 - 22:00 |
| ------------------------------------------ | ------------------------------------------ | ----------------------------------- |
|                                            | 新丁花開 （2015年6月25日 - 2015年7月22日） |                                     |
| 閱讀時光 （2015年6月18日 - 2015年6月24日） | 三隻小蟲 （2015年7月23日 - 2015年8月19日） |                                     |

| 凤凰卫视香港台 每天10:00-12:00及15:00-17:00 | 凤凰卫视香港台 每天10:00-12:00及15:00-17:00 | 凤凰卫视香港台 每天10:00-12:00及15:00-17:00 |
| ------------------------------------------- | ------------------------------------------- | ------------------------------------------- |
|                                             | 新丁花開 (2018年11月27日-12月1日)           |                                             |
| 飛龍在天 (2018年9月6日-11月26日)            | 流氓教授 (2018年12月2日-12月22日)           |                                             |